# 12247 Michaelsekerak
12247 Michaelsekerak eller 1988 RO11 är en asteroid i huvudbältet som upptäcktes den 14 september 1988 av den amerikanska astronomen Schelte J. Bus vid Cerro Tololo. Den är uppkallad efter Michael James Sekerak.